# Панормов, Алексей Александрович
Панормов Алексей Александрович (4 октября 1859, Бугульминский уезд, Самарская губерния — 1927 Казань, Татарская АССР) — учёный в области биохимии и медицинской химии, профессор Императорского Казанского университета и Казанского университета.

## Биография
Родился в 1859 году, в семье священника. По окончании курса в Самарской духовной семинарии, в 1877 году поступил на медицинский факультет Казанского университета, окончив курс со степенью лекаря и званием уездного врача (1882). Далее работал ординатором факультетской терапевтической клиники под руководством профессора Н. А. Виноградова, а исследования, как и его руководитель, проводил в лаборатории медицинской химии у профессора А. Я. Щербакова. Студенческая работа Алексея Александровича «Отношение калийных солей в мышечной ткани» была удостоена в 1882 г. золотой медали.
- С 1882 по 1886 г. состоял ординатором клиники внутренних болезней.
- В 1886 году получил степень доктора медицины и поступил лаборантом в медико-химическую лабораторию.
- В 1888 году получил звание приват-доцента по внутренним болезням.
- В 1894 году назначен экстраординарным профессором по кафедре медицинской химии.

Будучи бездетным, А. А. Панормов взял на свое попечение девочек-племянниц и племянника (из деревни, из многолюдной, бедной семьи своей сестры), дал им образование. Кроме своих племянников, ему также пришлось потом заботиться о судьбе племянников его жены (круглых сирот), которым он также помогал материально и духовно. Выросший сиротой, А. А. Панормов всегда сочувственно относился к нуждам сирот. Воспитанный в идеалах 1860-х годов, нетребовательный к жизни, крайне строгий к себе, безукоризненно честный, бескорыстный он сумел и всех свои воспитанников сделать полезными членам общества. Весьма много заботился он также, о своих ассистентах (трое из них вышли в профессора)… Тяжело переносил А. А. Панормов политические движения, начавшиеся в 1905 г. После того, как ему пришлось быть свидетелем уличных кровавых сцен, у него развилось даже нервное расстройство (невроз сердца, боязнь пространства и др.). Дело дошло до того, что он не мог ходить без посторонней помощи (его под руку водила жена). После этой болезни, тянувшейся годы, и в особенности после смерти жены (1920) он совершенно замкнулся в лабораторную деятельность, избегая всяких собраний, заседаний. Но в интимном домашнем кружке он не переставал быть душой общества и нередко оживлял его своим добродушным, ласковым юмором. Любили его все: дети, студенты-ученики, товарищи-профессора, но особенно любили, его простые люди…

«Я был свидетелем его уменья сходиться с простыми людьми, особенно с крестьянами, которые охотно, шли к нему по всякому делу — и за медицинским советом, и поговорить о своих нуждах, хозяйских заботах. Просто и сердечно он всегда и всем помогал, кому, чем мог. И в селе, и в городе он был известен под именем «дяди Леши»— из Автобиографии В. В. Вормса

## Труды
- "К учению о локализациях в головном мозгу" ("Врач", 1886)
- "Examen chimique et anatomo-pathologique de quelques organes d'un diabetique" ("Arch. Slav. de Bioligie", 1886)
- "О количественном определении гликогена и посмертном образовании сахара в печени" ("Труды Общ. Естеств. при Казанском Университете", т. XVI, 1886)
- "К физиологии мышечного гликогена" ("Врач", 1890)
- "Находится ли у диабетиков сахар в слюне, желудочном соке и поте" ("Врач", 1890)
- "Доказано ли, что виноградный сахар - постоянная составная часть нормальной мочи?" (ib., 1890)
- "О виде сахара, образующегося в желудке из крахмала" (ib., 1890)
- "Характер ферментации в печени" ("Еженедельная клиническая газета Боткина", 1888)
- "Бензоилирование некоторых углеводов и спиртов" ("Журнал Русского Физико-Химического Общества", 1891)
- "О сахаре в мышцах" ("Медицинское Обозрение", 1892)
- "Ueber den Zucker in der Muskeln" ("Zeitschr. f. phys. Chemie", т. XVII)
- "Определение удельного вращения по способу профессора Канонникова" ("Журнал Русского Физико-Химического Общества", т. XXVI)
- "О составе белка куриных яиц" (ib., т. XXVIII)
- "О некоторых свойствах одного из альбуминов белка голубиных яиц" (ib., т. XXIX)
- и некоторые др.